# Sant Miquel d'Olèrdola
Sant Miquel d'Olèrdola es una localidad española del municipio de Olèrdola, perteneciente a la provincia de Barcelona, en la comunidad autónoma de Cataluña. En 2023, la entidad singular de población de Sant Miquel d'Olèrdola tenía empadronados 440 habitantes, los mismos que el núcleo de población del mismo nombre.